# Tenthredo campestris
Tenthredo campestris är en stekelart som beskrevs av Carl von Linné 1758. Tenthredo campestris ingår i släktet Tenthredo, och familjen bladsteklar. Arten är reproducerande i Sverige.

## Bildgalleri

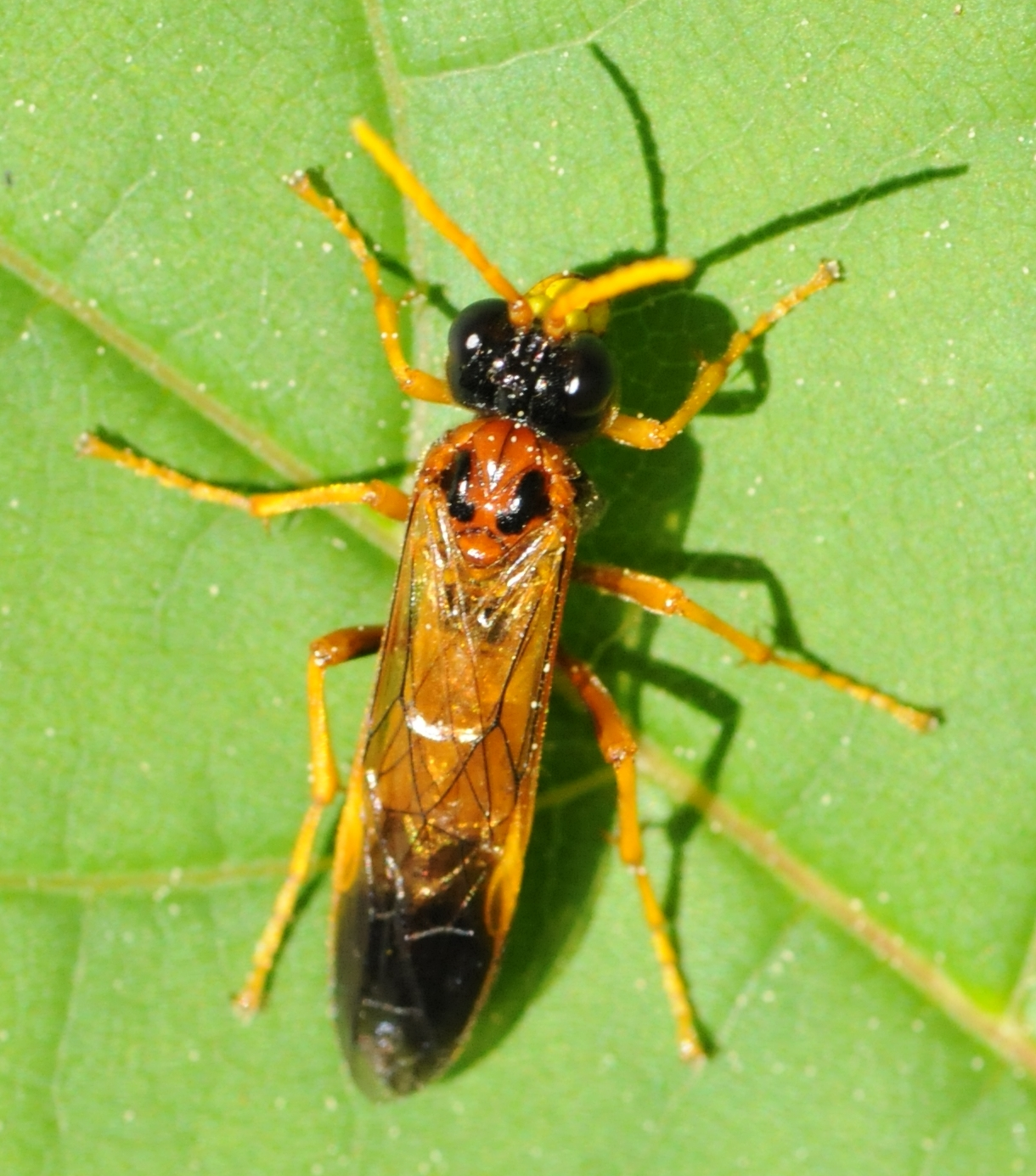
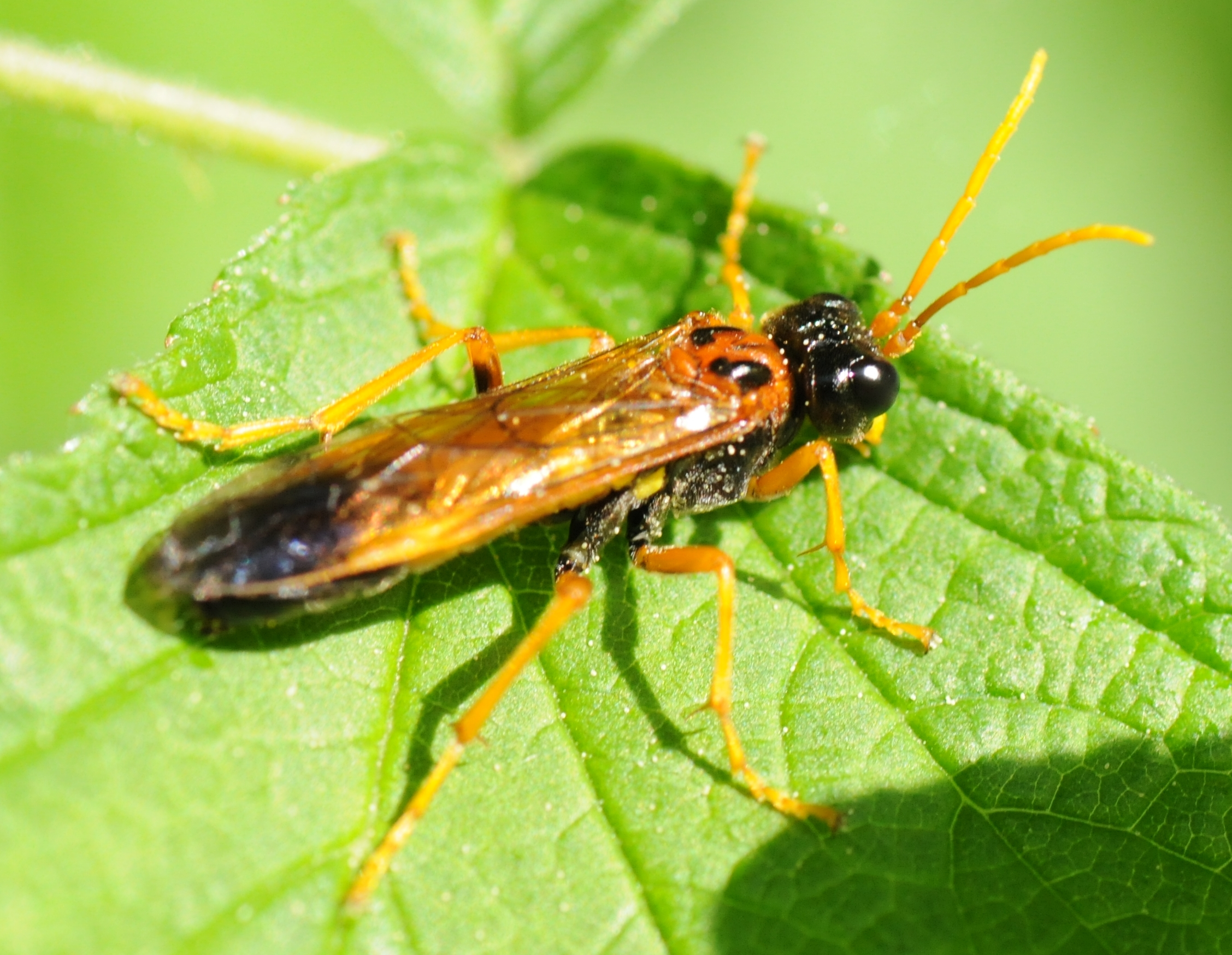
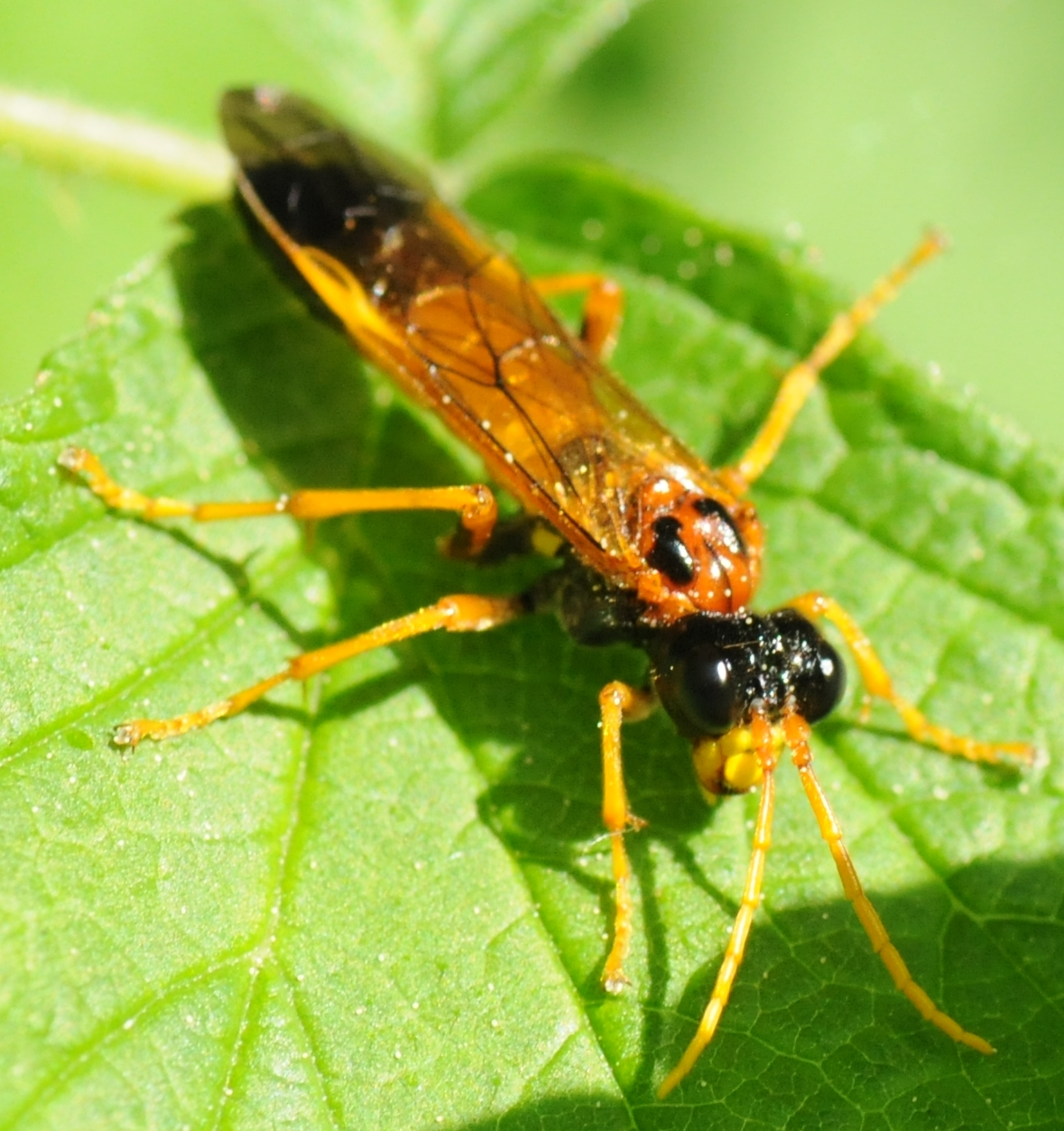
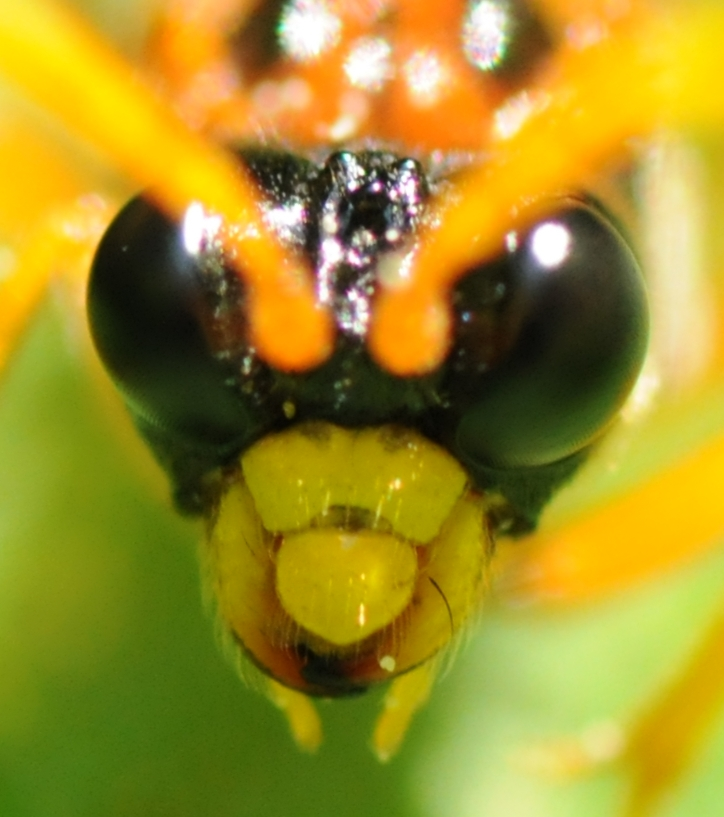
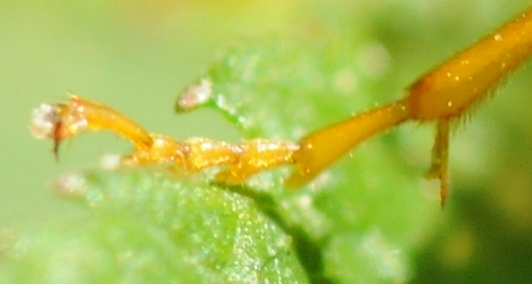
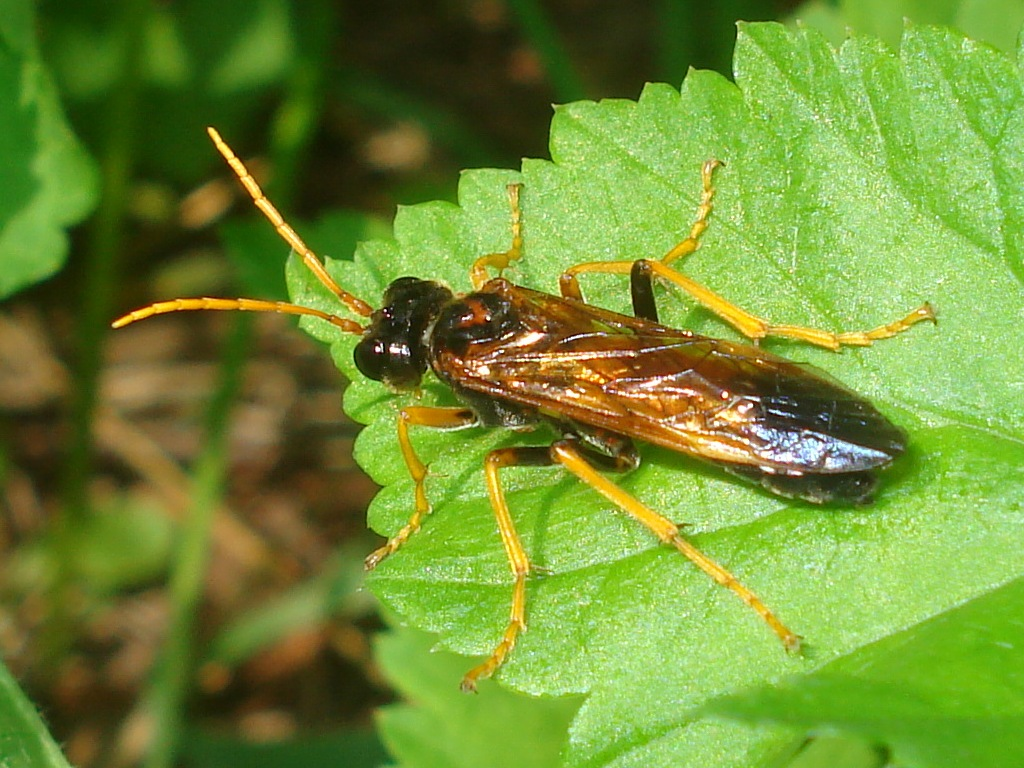